# Roberto Carlos em Ritmo de Aventura (filme)
Roberto Carlos em Ritmo de Aventura é um filme de comédia musical brasileiro de 1968 dirigido por Roberto Farias, com roteiro escrito por Paulo Mendes Campos. O filme é o primeiro de uma trilogia dirigida por Farias e estrelando o cantor Roberto Carlos.
A trilha sonora do filme, gravada por Roberto Carlos, foi lançada em 1967. O álbum foi classificado em 24º na lista dos 100 maiores discos da música brasileira pela Rolling Stone Brasil.